# Unaspis nanningensis
Unaspis nanningensis är en insektsart som beskrevs av Zeng 2000. Unaspis nanningensis ingår i släktet Unaspis och familjen pansarsköldlöss. Inga underarter finns listade i Catalogue of Life.